# Yaylapınar, Şemdinli
Yaylapınar là một xã thuộc huyện Şemdinli, tỉnh Hakkâri, Thổ Nhĩ Kỳ. Dân số thời điểm năm 2011 là 865 người.